# فرودگاه شهری گلیون
فرودگاه شهری گلیون (به انگلیسی: Galion Municipal Airport) یک فرودگاه همگانی بهره‌برداری هوایی با کد یاتا GQQ است که یک باند فرود آسفالت دارد و طول باند آن ۱۰۶۸ متر است. این فرودگاه در شهر گالیون، اوهایو کشور ایالات متحده آمریکا قرار دارد و در ارتفاع ۳۷۳ متری از سطح دریا واقع شده‌است.